# Dave Holland (Bassist)
Dave Holland (* 1. Oktober 1946 in Wolverhampton, England) ist ein britischer Jazz-Bassist und Komponist.

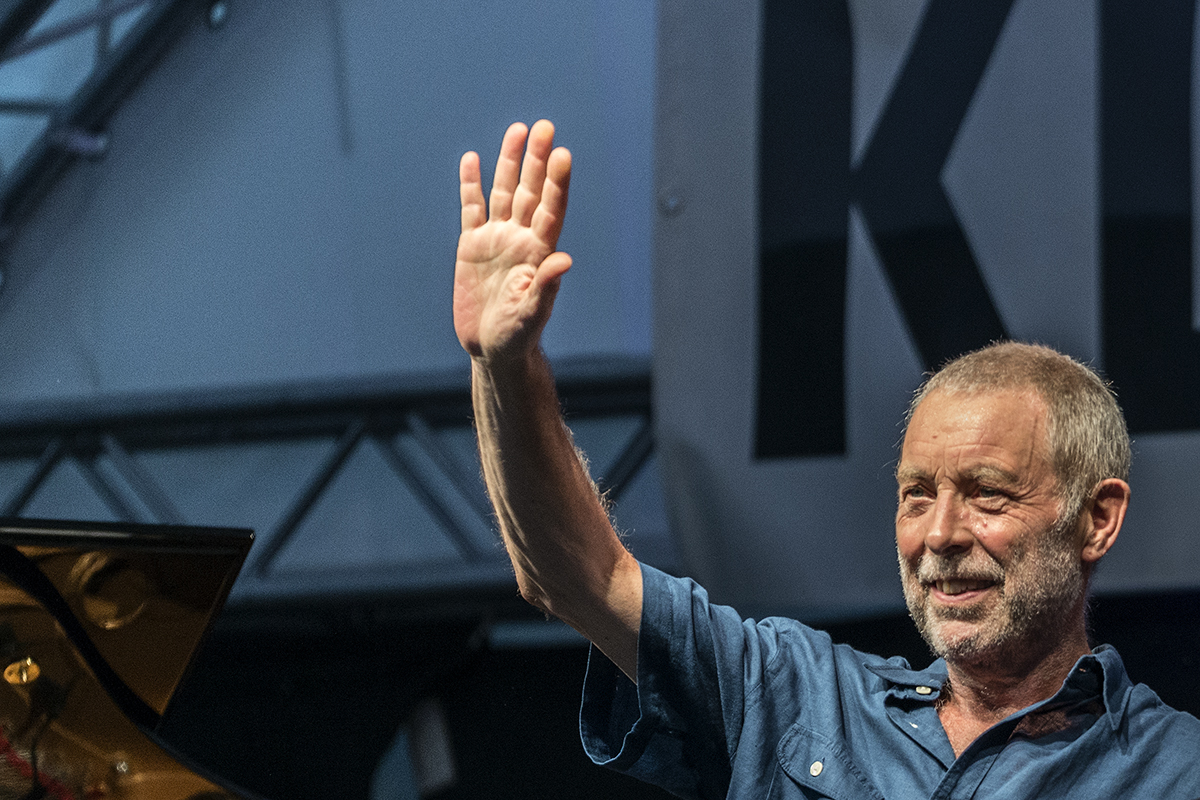
Dave Holland am 19. Juli 2014 in Wuppertal, Skulpturengarten Waldfrieden

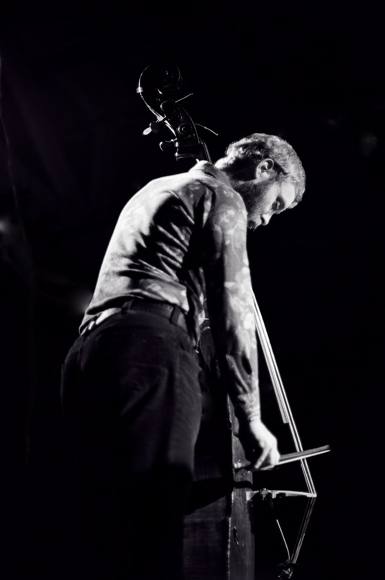
Dave Holland 1976

## Leben und Wirken
Holland studierte an der Guildhall School of Music and Drama und spielte zunächst mit Alexis Korner, anschließend als Hausbassist in Ronnie Scott’s Jazz Club in London, erforschte aber auch den Free Jazz im Spontaneous Music Ensemble von John Stevens und Trevor Watts. Nachdem Miles Davis ihn in Ronnie Scott’s Club live gehört hatte, lud er Holland nach Amerika ein, ließ danach aber nichts mehr von sich hören. Holland reiste dennoch nach New York City. Dort traf er zunächst Herbie Hancock, Davis’ damaligen Pianisten, der ihn zu Miles Davis brachte. Durch sein Mitwirken an dessen Album Bitches Brew wurde Holland dann international bekannt.
Holland spielte bald darauf mit Chick Corea, Barry Altschul und Anthony Braxton im Trio und Quartett. Ebenso veröffentlichte er Soloalben bzw. eine Duoplatte mit Basskollege Barre Phillips. Zu hören war er auch auf Sam Rivers’ Album The Quest (1976) und Barry Altschuls You Can’t Name Your Own Tune (1977). Zu dieser Zeit arbeitete er für ECM auch mit John Abercrombie und Jack DeJohnette, die mit Gateway (1975) und weiteren Alben ebenfalls Einfluss auf die Jazzentwicklung der 1970er-Jahre nahmen. Diese Zusammenarbeit wurde in den frühen 1990ern mit zwei weiteren Alben wieder aufgenommen. Immer wieder trat er auch mit Karl Berger auf.
Das Dave Holland Quintet, gegründet 1997, gewann zahlreiche Grammy-Nominierungen und -preise. Das Quintett bestand aus Robin Eubanks (Posaune), Steve Nelson (Marimba und Vibraphon), Chris Potter (Saxophon) und Billy Kilson, später Nate Smith (Schlagzeug). Hollands Band bezog regelmäßig jüngere Musiker mit ein.
Holland ist bekannt als Komponist mit folksongähnlichen Motiven, asymmetrischen Rhythmen und zwei- oder mehrstimmigen Themen (meist Posaune und Saxophon).
Er erhielt 2000 eine Ehrendoktorwürde des Berklee College of Music. Zurzeit lebt er in New York.
Seit 2005 vertreibt Dave Holland seine Musik über das eigene Label Dare2 Records. Die nach eigener Aussage „wirklich erste Independent-Veröffentlichung“ – „Pathways“ – war 2010 zugleich das Debüt seines neu gegründeten Oktetts. Geplant ist zudem die Vermarktung einer Reihe von Liveaufnahmen verschiedener Formationen Dave Hollands unter dem Titel „Archive Series“. Als Vol. 1 erschienen Aufnahmen, die Hollands Quintett während seiner Welttournee im Jahr 2007 gemacht hat.

## Diskografie (alsLeader)
- Dave Holland/Barre Phillips Music from Two Basses (1971 ECM)

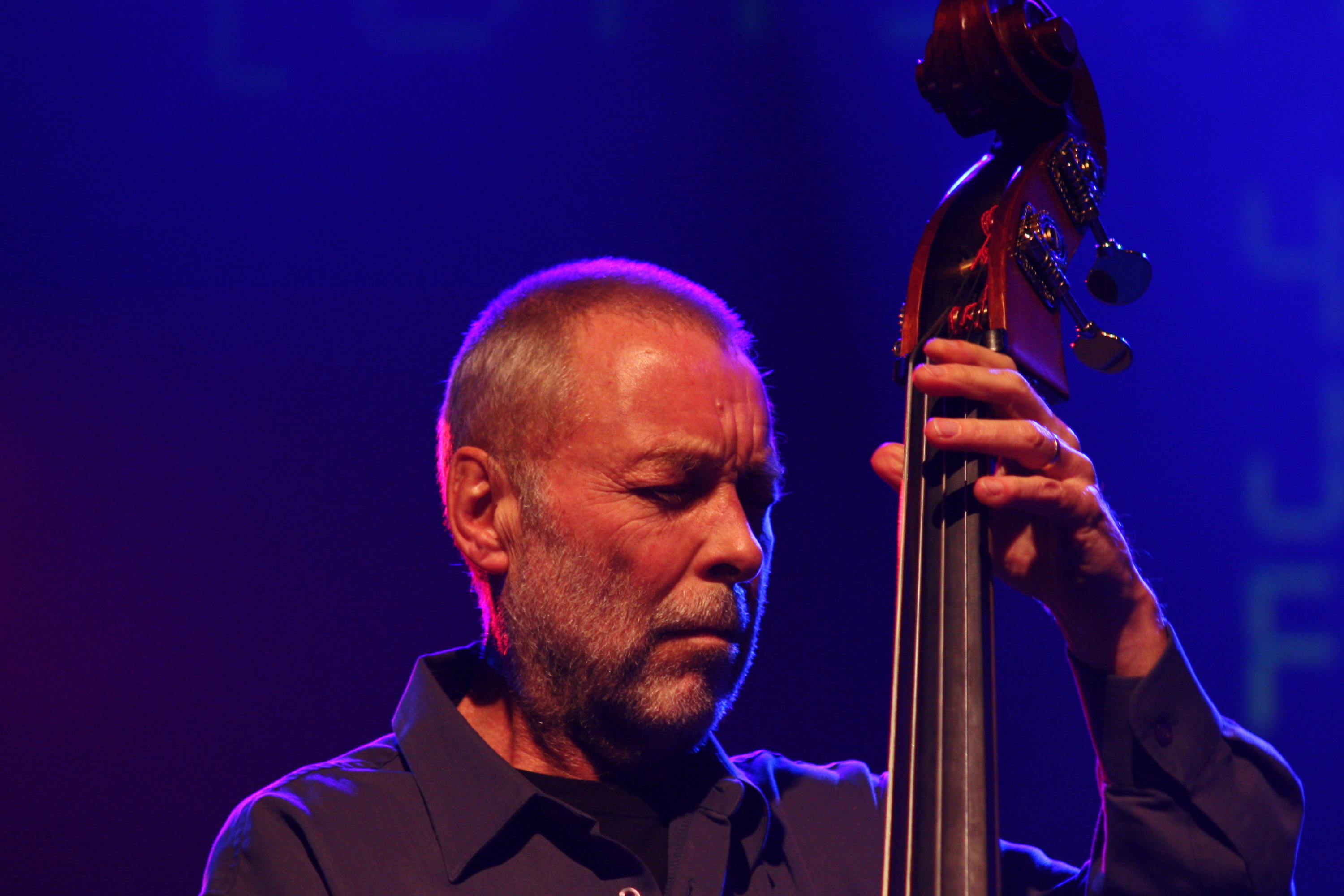
Dave Holland 2013 am Deutschen Jazzfestival

- Conference of the Birds (Quartett, aufgenommen: 1972, ECM)
- Emerald Tears (Bass Solo, 1977, ECM)
- Life Cycle (Cello Solo, 1982, ECM)
- Jumpin’ In (Quintett, 1983, ECM)
- Seeds Of Time (Quintett, 1984, ECM)
- The Razor’s Edge (Quintett, mit Steve Coleman, 1987, ECM)
- Triplicate (Trio, 1988, ECM)
- Freiberg Festival '88 (Quintett, 1988, Laser PILJ-1118)
- Extensions (Quartett, 1989, ECM)
- Ones All (Bass Solo, 1993, Intuition 2148)
- Dream of the Elders (Quartett, 1995, ECM)
- Points of View (Quintett, 1997, ECM)
- Prime Directive (Quintett, 1998, ECM)
- Not for Nothin’  (Quintett, 2000, ECM)
- Extended Play Live At Birdland (Quintett, 2000, ECM)
- What Goes Around (Big Band, 2001, ECM)
- Overtime (Big Band, 2002, Sunnyside/Dare2 Records)
- Critical Mass (Quintett, 2005, Sunnyside/Dare2 Records)
- Pass It on (Sextet, 2008, Dare2 Records)
- Pathways (Oktett, 2010, Dare2 Records)
- Pepe Habichuela & Dave Holland Hands (2010, EmArcy)
- Prism (mit Kevin Eubanks, Craig Taborn und Eric Harland, 2013, Okeh, Sony Music)
- Uncharted Territories (2018), mit Evan Parker, Craig Taborn, Ches Smith
- Good Hope (2019), mit Zakir Hussain, Chris Potter
- Kenny Barron, Dave Holland Trio feat. Johnathan Blake: Without Deception (2020, Dare2Records; Bestenliste Preis der deutschen Schallplattenkritik)
- Another Land (Edition Records, 2021), mit Kevin Eubanks, Obed Calvaire
- United (2024, Edition) mit Lionel Loueke